# Karl Heinz Hoffmann
Karl Heinz Hoffmann (14. februar 1912 i Duisburg – 12. august 1975 i Koblenz) var en tysk jurist og chef for Gestapo i Danmark fra september 1943. Han var SS-Sturmbannführer (major) og den mest kendte af de ledende Gestapo-officerer i Danmark.
Hoffmann flygtede ud af Danmark efter den 5. maj 1945, men meldte sig senere til de danske myndigheder. Han dømtes til døden ved Københavns Byret i 1949, men blev benådet 19. januar 1950 og fik dommen ændret til 20 års fængsel. Han blev løsladt 9. juli 1952 og udvist til Vesttyskland og bosatte sig, og arbejdede som advokat i Koblenz/Lahnstein.
Hoffmann fik to børn, Jörn (1940) og Jens (1942). Begge bor i Koblenz.

## Biografi
- Gestapochefen, Niels Birger Danielsen og Suzanne Wowern Rasmussen, ISBN 978-87-17-04168-4 Nyt Nordisk Forlag 2011.